# غريفنهاينيشن
غرفنهاينيشن (بالألمانية: Gräfenhainichen) هي بلدة ألمانية تقع في ألمانيا في ساكسونيا أنهالت.[بحاجة لمصدر] يقدر عدد سكانها بـ 13,543 نسمة .

## المدن التوأمة
مدن Laubach، إيلانكورت وZoersel هي مدن توأمة لـغرفنهاينيشن.

## أعلام
- باول جرهارد
- هوغو وينكلر